# Criterium de Apertura Argentina
El Criterium de Apertura es una competición de ciclismo en ruta de un día que se disputabá en el Circuito KDT de la ciudad de Buenos Aires y desde 2003 se disputa en la ciudad de Mercedes, en la provincia de Buenos Aires.
Fue creada por el Club Ciclista Nacional, que luego pasó a llamarse Club Ciclista Nación, en el año 1917.

## Palmarés
| Año  | Lugar                    | Ganador                 | Segundo               | Tercero           |
| ---- | ------------------------ | ----------------------- | --------------------- | ----------------- |
| 1917 |                          | Alberto Montivier       |                       |                   |
| 1918 |                          | Antonio Noriego         |                       |                   |
| 1919 |                          | Eugenio Gret (1)        |                       |                   |
| 1920 |                          | Eugenio Gret (2)        |                       |                   |
| 1921 |                          | José Sampichiati        |                       |                   |
| 1922 | Edición no realizada     |                         |                       |                   |
| 1923 |                          | Eugenio Gret (3)        |                       |                   |
| 1924 |                          | Antonio Malvassi (1)    |                       |                   |
| 1925 |                          | Luis De Meyer           |                       |                   |
| 1926 | Capital Federal          | Antonio Malvassi (2)    | Oreste Isolio         | Astori            |
| 1927 |                          | Antonio Del Gesso       |                       |                   |
| 1928 |                          | Francisco Rodríguez (1) |                       |                   |
| 1929 |                          | Francisco Rodríguez (2) |                       |                   |
| 1930 |                          | Pedro Iraizos           |                       |                   |
| 1931 |                          | Alcides Polese          |                       |                   |
| 1932 | Circuito KDT             | Oscar García (1)        |                       |                   |
| 1933 | Circuito KDT             | Oscar García (2)        |                       |                   |
| 1934 |                          | Ricardo Caravallo       |                       |                   |
| 1935 |                          | Alfredo Ciccarella (1)  |                       |                   |
| 1936 |                          | Alfredo Ciccarella (2)  |                       |                   |
| 1937 |                          | Oscar Rodríguez         |                       |                   |
| 1938 |                          | Gaspar Delavedova       |                       |                   |
| 1939 |                          | Mario Stefani           |                       |                   |
| 1940 |                          | Carlos Ciccarella       |                       |                   |
| 1941 |                          | Emilio Álvarez          |                       |                   |
| 1942 |                          | Enrique Molina          |                       |                   |
| 1943 |                          | Juan Limba              |                       |                   |
| 1944 |                          | Roberto Guerrero        |                       |                   |
| 1945 | Circuito KDT             | Ángel Castellani        | Emilio Moreno         | Roberto Galluzzi  |
| 1946 |                          | Ángel Castellani        |                       |                   |
| 1947 |                          | Bernardo Vabrin         |                       |                   |
| 1948 | Circuito KDT             | Alberto García          | Miguel Sevillano      | Oscar Muleiro     |
| 1949 | Palermo                  | Oscar Muleiro (1)       | Juan Koval            | Ceferino Perone   |
| 1950 | Palermo                  | Dante Benvenutti        | Víctor González       | Ignacio Fernández |
| 1951 |                          | Oscar Muleiro (2)       |                       |                   |
| 1952 | Palermo                  | Alberto Vázquez         | Luis Rosatto          | Juan Koval        |
| 1953 |                          | Óscar Muleiro (3)       |                       |                   |
| 1954 |                          | Juan Koval              |                       |                   |
| 1955 |                          | Rodolfo Caccavo         |                       |                   |
| 1956 |                          | Pedro Salas             |                       |                   |
| 1957 |                          | Juan Gentile            |                       |                   |
| 1958 |                          | Rubén Rubinetti         |                       |                   |
| 1959 |                          | Bruno Sivilotti         |                       |                   |
| 1960 | Edición no realizada     |                         |                       |                   |
| 1961 |                          | Carlos Ayzaguer         |                       |                   |
| 1962 |                          | Alberto Trillo (1)      |                       |                   |
| 1963 |                          | Alberto Trillo (2)      |                       |                   |
| 1964 |                          | Juan Brotto (1)         |                       |                   |
| 1965 |                          | Héctor Gómez            |                       |                   |
| 1966 |                          | Juan Brotto (2)         |                       |                   |
| 1967 |                          | Carlos Roqueiro         |                       |                   |
| 1968 |                          | Raúl Gómez              |                       |                   |
| 1969 |                          | Juan Carlos Tschieder   |                       |                   |
| 1970 |                          | Carlos Álvarez          |                       |                   |
| 1971 |                          | Juan Carlos Haedo (1)   |                       |                   |
| 1972 | Edición no realizada     |                         |                       |                   |
| 1973 |                          | Juan Carlos Haedo (2)   |                       |                   |
| 1974 |                          | Alberto Marsiglia       |                       |                   |
| 1975 | Edición no realizada     |                         |                       |                   |
| 1976 |                          | Eduardo Trillini        |                       |                   |
| 1977 |                          | Juan Carlos Haedo (3)   |                       |                   |
| 1978 | Edición no realizada     |                         |                       |                   |
| 1979 |                          | Juan Carlos Haedo (4)   |                       |                   |
| 1980 |                          | Miguel Macchi           |                       |                   |
| 1981 |                          | Juan Carlos Haedo (5)   |                       |                   |
| 1982 |                          | Pedro Omar Caino        |                       |                   |
| 1983 |                          | Adolfo Salmone          |                       |                   |
| 1984 |                          | Oscar Richieri          |                       |                   |
| 1985 |                          | Luis Biera (1)          |                       |                   |
| 1986 |                          | Eduardo Trillini        |                       |                   |
| 1987 |                          | Luis Biera (2)          |                       |                   |
| 1988 |                          | Omar Córdoba            |                       |                   |
| 1989 |                          | Claudio Iannone         |                       |                   |
| 1990 |                          | Luis Sangrivoli         |                       |                   |
| 1991 |                          | Carlos Pérez            |                       |                   |
| 1992 |                          | Gustavo Faris           |                       |                   |
| 1993 |                          | Alejandro Beldoratti    |                       |                   |
| 1994 |                          | Flavio Guidoni (1)      |                       |                   |
| 1995 |                          | Luis Ministro Moyano    |                       |                   |
| 1996 |                          | Alfredo Palavecino      |                       |                   |
| 1997 | Av. 9 de Julio, C.A.B.A. | Flavio Guidoni (2)      | Miguel Clavero        | Gastón Corsaro    |
| 1998 |                          | Ángel Darío Colla (1)   |                       |                   |
| 1999 |                          | Rubén Bongiorno         |                       |                   |
| 2000 |                          | Ángel Darío Colla (2)   |                       |                   |
| 2001 | Avellaneda               | Edgardo Simón           | Ángel Darío Colla     | Ezequiel Romero   |
| 2002 | Avellaneda               | Nicolás Fernández       |                       |                   |
| 2003 | Mercedes                 | Gastón Corsaro          | Ángel Darío Colla     | Eddy Cisneros     |
| 2004 | Mercedes                 | Fernando Antogna (1)    | Edgardo Simón         | Sebastián Cancio  |
| 2005 | Mercedes                 | Gabriel Brizuela        |                       |                   |
| 2006 | Mercedes                 | Adrián Gariboldi        | Sebastián Donadio     | Alejandro Borrajo |
| 2007 | Mercedes                 | Claudio Estebán Flores  | Juan Esteban Curuchet | Juan Agüero       |
| 2008 | Mercedes                 | Daniel Ricardo Díaz     | Martin Ercila         | Mauricio Frazer   |
| 2009 | Mercedes                 | Laureano Rosas          | Raúl Turano           | Jorge A. Sosa     |
| 2010 | Mercedes                 | Rogelio Ángel Anías     | Elías Damián Pereyra  | Laureano Rosas    |
| 2011 | Mercedes                 | Elías Damián Pereyra    | Diego Simeane         | Adrián Gariboldi  |
| 2012 | Mercedes                 | Walter Pérez            | Lucas Gaday           | Sebastián Tolosa  |
| 2013 | Mercedes                 | Germán Gabriel Broggi   | Roberto Richeze       | Juan Melivillo    |
| 2014 | Mercedes                 | Federico Vivas (1)      | Julián Gaday          | Mauro Richeze     |
| 2015 | Mercedes                 | Mauro Richeze           | Cristian Clavero      | Marcos Crespo     |
| 2016 | Mercedes                 | Fernando Antogna (2)    | Federico Vivas        | Diego Langoni     |
| 2017 | Mercedes                 | Sergio Fredes           | Pablo Brum            | Diego Langoni     |
| 2018 | Mercedes                 | Federico Vivas (2)      | Nahuel Dáquila        | Aníbal Borrajo    |
| 2019 | Edición no realizada     |                         |                       |                   |
| 2020 | Edición no realizada     |                         |                       |                   |
| 2021 | Mercedes                 | Javier Canova           | Juan Boldú            | Sergio Fredes     |
| 2022 | Mercedes                 | Federico Vivas (3)      | Gastón Corsaro        | Tomás Cuevas      |